# Alex Blanchard

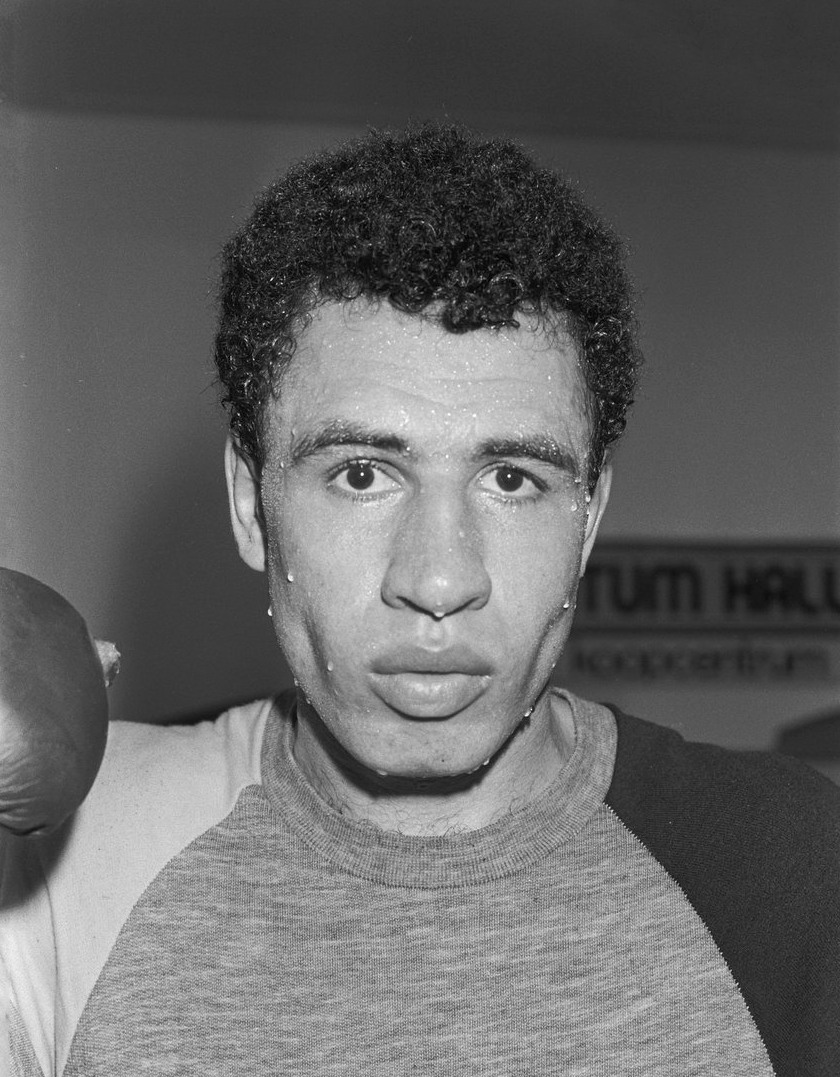
Alex Blanchard in 1984.

Alex Blanchard (Amsterdam, 3 januari 1958) is een Surinaams-Nederlands voormalig bokser. 
Blanchard, zoon van een Surinaamse vader en een Groningse moeder, bracht het grootste deel van zijn jeugd door in kindertehuizen. Op zijn veertiende, na het zien van een wedstrijd van Muhammad Ali, ontdekte hij het boksen. Hij ging trainen bij de beroemde boksschool van Piet ter Meulen en daar werd zijn talent vrijwel direct ontdekt door Eric van den Berg, die hem ging trainen. Zijn amateurwedstrijden won hij vrijwel allemaal, en op zijn 21ste, in januari 1979, werd 'De Nederlandse Ali' prof. Op 8 januari won hij zijn eerste profwedstrijd van Klaus Hein. Hij bokste zijn meest memorabele wedstrijd op 15 november 1982 tegen Rudi Koopmans om de Europese titel in het halfzwaargewicht in het Sportpaleis Ahoy Rotterdam, maar verloor deze wedstrijd. Blanchard bokste in de vorige eeuw 48 profpartijen, waarvan hij er veertig won (33 knock-outs) en vier verloor. De 'stilist met de harde stoot' schopte het tot Europees kampioen in het halfzwaargewicht in 1984 te Amsterdam via een KO overwinning in de 6e ronde op titelverdediger Richard Caramanolis. 
Blanchard verdedigde deze titel 5 maal succesvol tegenover:
- Manfred Jassman in 1984 te Dortmund, winst KO 4e ronde
- Richard Caramanolis in 1985 te Rotterdam, onbeslist
- Andrew Andries in 1985 te Londen, onbeslist
- Ralf Rocchigiani in 1986 te Berlijn, winst op punten
- Enrico Scacchia in 1987 te Bern, winst door opgave 9e ronde

Zijn turbulente privéleven kwam na zijn bokscarrière in een stroomversnelling. Na verkeerde investeringen kwam hij in de problemen. Armoede en depressie volgden. Hij wist zich daar weer uit te slepen en werd personal trainer in de Amsterdamse Splash Health Club en later in de Olympic Gym..
In 2015 werd hij benoemd tot erelid van de Nederlandse boksbond (NBB).
Zijn levensverhaal tekende hij op in de autobiografie Vechter, die in november 2021 verscheen.

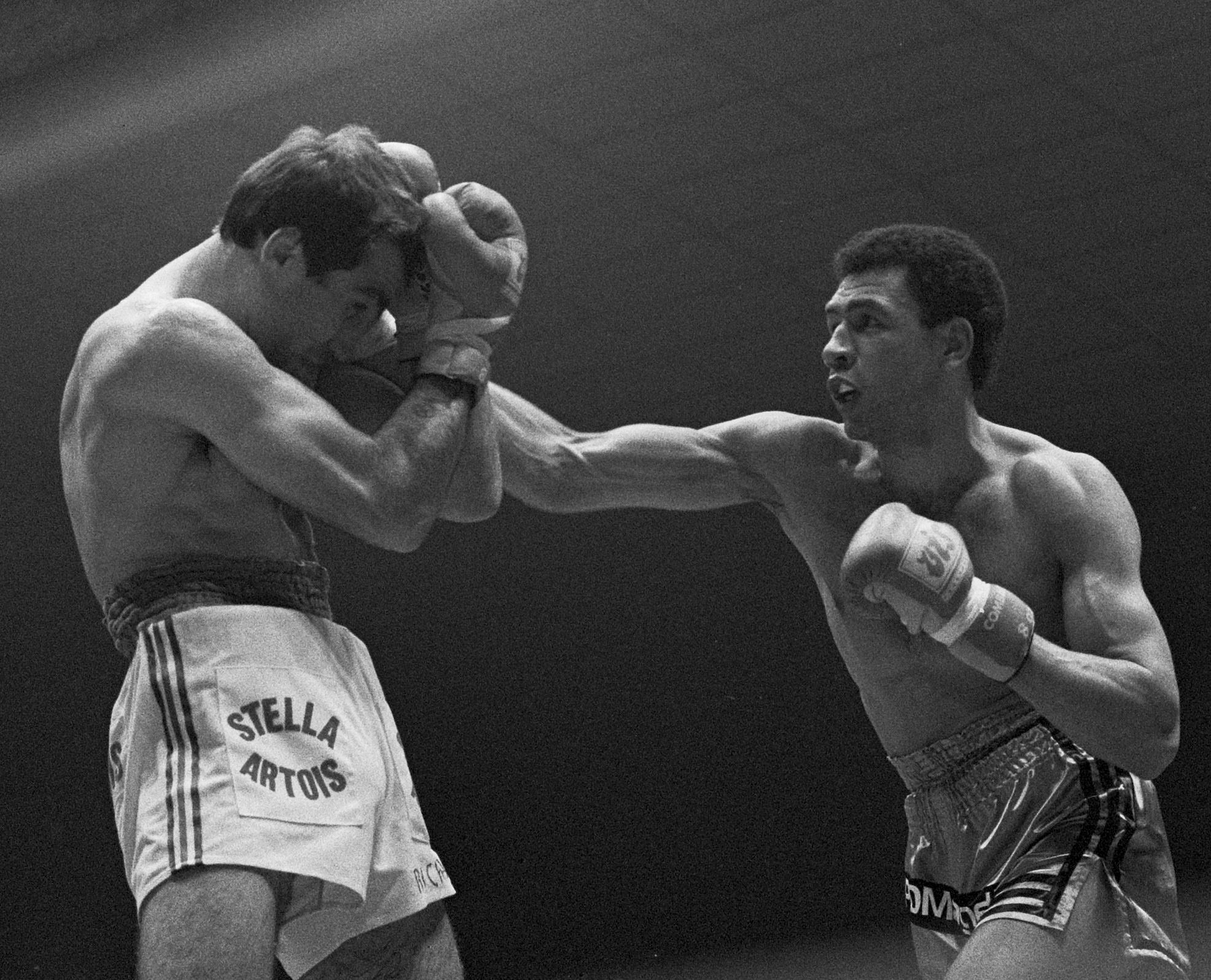
Richard Caramanolis vs Alex Blanchard 1984

## Titels
- Vechter. Autobiografie, Amsterdam, 2021[2]

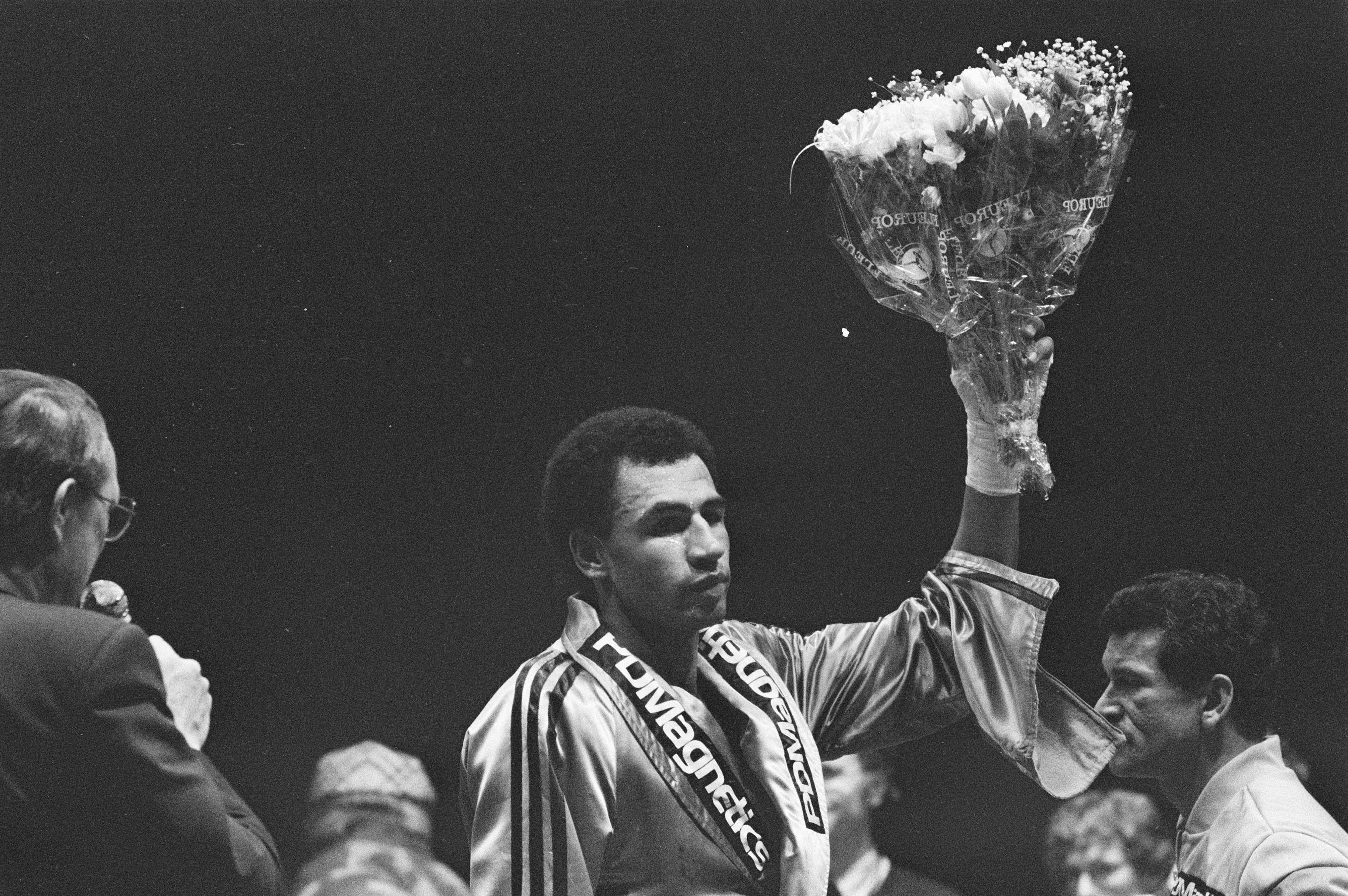
Alex Blanchard behaalde wereldtitel door knock-out op de Canadees Jerry Reddick